# Frontella pallida
Genre
Espèce
Frontella pallida, unique représentant du genre Frontella, est une espèce d'araignées aranéomorphes de la famille des Linyphiidae.

## Distribution
Cette espèce est endémique de Russie. Elle se rencontre dans le Nord de la Sibérie.

## Publication originale
- Kulczyński, 1908 : Araneae et Oribatidae. Expeditionum rossicarum in insulas Novo-Sibiricas annis 1885-1886 et 1900-1903 susceptarum. Mémoires Présentés à l'Académie Impériale des Sciences de St. Petersbourg, sér. 8, vol. 18, no 7, p. 1-97.